# Kietrz

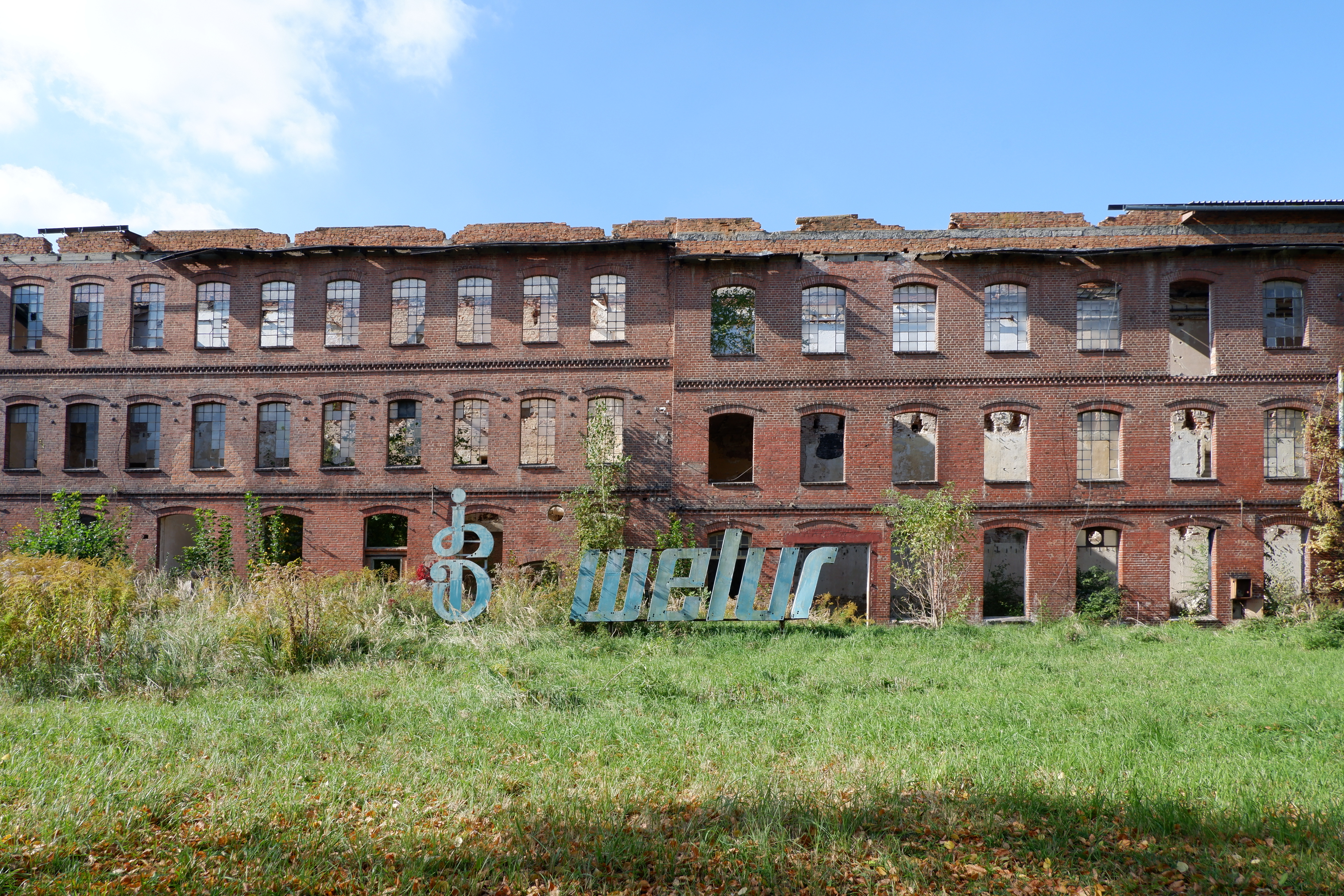
Dawna fabryka tkanin dekoracyjnych WELUR

Kietrz (niem. Katscher, cz. Ketř) – miasto w województwie opolskim, w powiecie głubczyckim, siedziba gminy miejsko-wiejskiej Kietrz, w południowej części Płaskowyżu Głubczyckiego, nad rzeką Troją (prawym dopływem Psiny w dorzeczu Odry).
Według danych GUS z 1 stycznia 2024 r. miasto miało 5447 mieszkańców.

## Położenie
Według danych GUS z 1 stycznia 2024 r. powierzchnia miasta wynosi 18,75 km².
W latach 1975–1998 miasto administracyjnie należało do poprzedniego województwa opolskiego.
Pod względem historycznym Kietrz leży na Morawach, a ściślej na obszarze morawskiej enklawy otoczonej terytorium Górnego Śląska, stanowiącej dawniej własność biskupstwa ołomunieckiego.

## Historia
Osada słowiańska z XI wieku. Lokacji miasta dokonał w 1321 roku biskup Konrad z Ołomuńca.
W latach 1557–1877 Kietrz był własnością śląskiego rodu von Gaschin. Kietrz z okolicami stanowił od średniowiecza majątek biskupstwa ołomunieckiego, co czyniło z niego tzw. morawską enklawę na Śląsku. W XVIII wieku Kietrz podlegał inspekcji podatkowej w Prudniku. Po I wojnie śląskiej od 1742 znalazł się w granicach Królestwa Prus i stał się głównym ośrodkiem kościelnego dystryktu kietrzańskiego formalnie podległego archidiecezji ołomunieckiej do 1972.
Jednym z głównych zajęć mieszkańców Kietrza było tkactwo. W 1848 fabryka włókiennicza Samuela Fränkla z siedzibą w Prudniku (późniejsze Zakłady Przemysłu Bawełnianego „Frotex”) otworzyła w Kietrzu swoją filialną tkalnię. W latach 70. XIX wieku chałupnicy z Kietrza wchodzili w skład prudnickiej spółki komandytowej, założonej przez Fränkla. W 1905 r. kierownictwo Królewskiej Szkoły Tkackiej w Kietrzu objął Richard Keilholz, który uruchomił tu m.in. tkalnię mechaniczną z maszyną żakardową oraz propagował produkcję dywanów typu „perskiego”. Po wybuchu I wojny światowej Keilholz zorganizował w Kietrzu system chałupniczych szwalni, szyjących bieliznę dla armii pruskiej. Szkoła Tkacka działała w Kietrzu do 1935 r. Nie powiodła się próba stworzenia podlegającej pod fabrykę w Prudniku przędzalni lnianej przy fabryce dywanów w Kietrzu.
Podczas II wojny światowej, w 1941, w miejscowości Wehrmacht utworzył obozy jenieckie Stalag 338 i Stalag 348, w których więziono m.in. Polaków i Francuzów, które następnie przeniesiono odpowiednio do Krzywego Rogu i Rzeszowa. Od 1942 roku funkcjonował w Kietrzu jeden z sieci niemieckich obozów koncentracyjnych przeznaczonych dla Polaków na Śląsku – Polenlager 92. 
31 marca 1945 roku Armia Czerwona wkroczyła do Kietrza. Nazajutrz dwóch żołnierzy sowieckich wtargnęło do klasztoru franciszkanek misjonarek, a przy próbie zgwałcenia jednej z nich została zastrzelona s. Maria Gabrielis. Zabytkowe centrum miasta zostało spalone przez wojska radzieckie. Po II wojnie ruiny rozebrano, a odzyskaną cegłę wywieziono z miasta. Powojenny rozwój miasta ściśle związany był Fabryką Dywanów „Welur” i kombinatem rolnym.
Po 1945 r. ludność niemiecką, która pozostała w Kietrzu wysiedlono do Niemiec. W maju 1946 administracyjnie zatwierdzono obecną nazwę.
W latach 1945–1991 stacjonowała tu strażnica Wojsk Ochrony Pogranicza. Z dniem 16 maja 1991 roku strażnica została przejęta przez Straż Graniczną i funkcjonowała do 30 czerwca 2006 r., kiedy to została rozformowania.

## Demografia
Kietrz podlega pod Urząd Statystyczny w Opolu, oddział w Prudniku.

### Piramida wieku
- Piramida wieku mieszkańców Kietrza w 2014 roku[12].

### Liczba ludności w poszczególnych latach
(Stan na 31 grudnia każdego roku)

## Zabytki

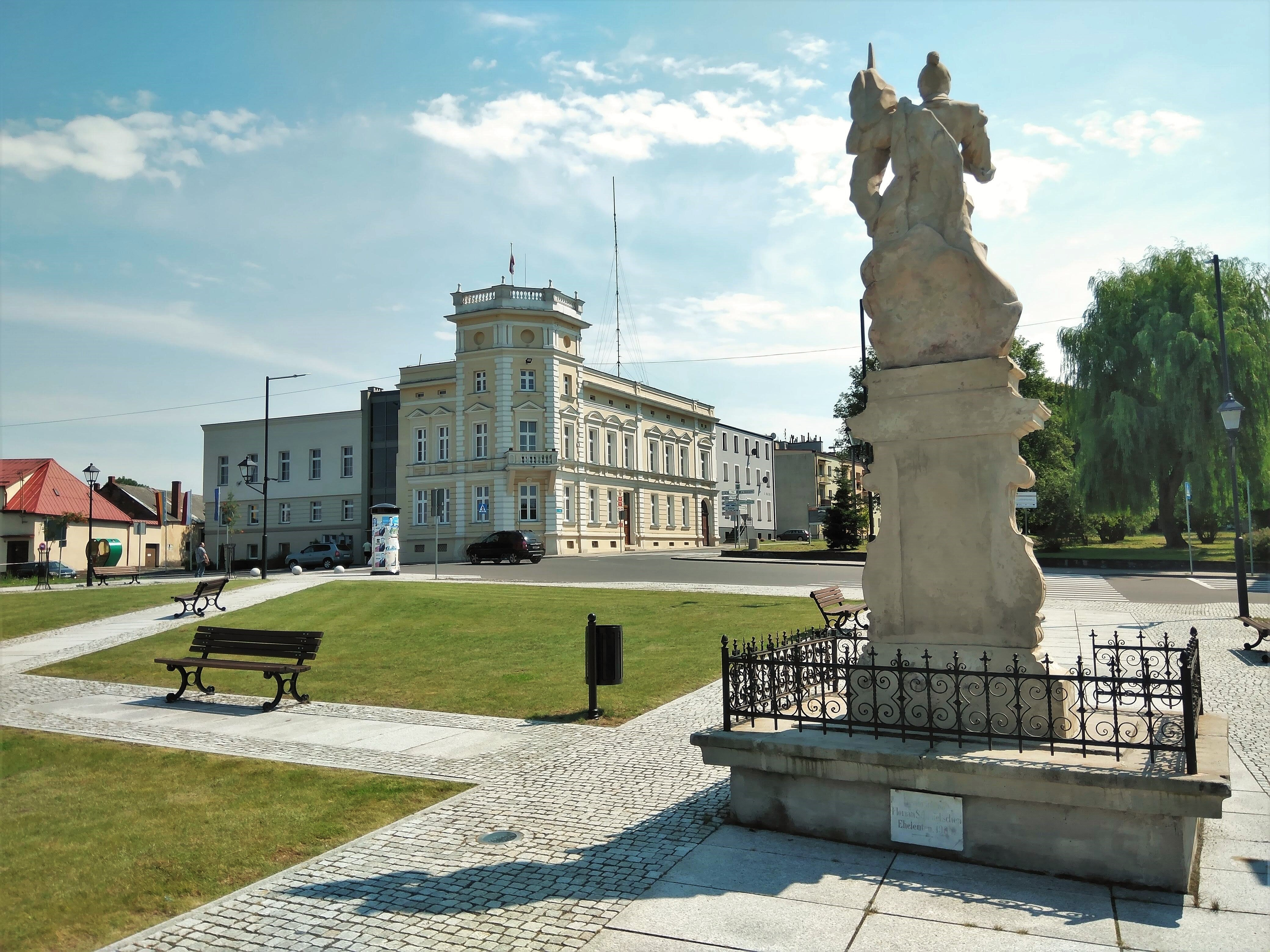
Figura św. Floriana i ratusz

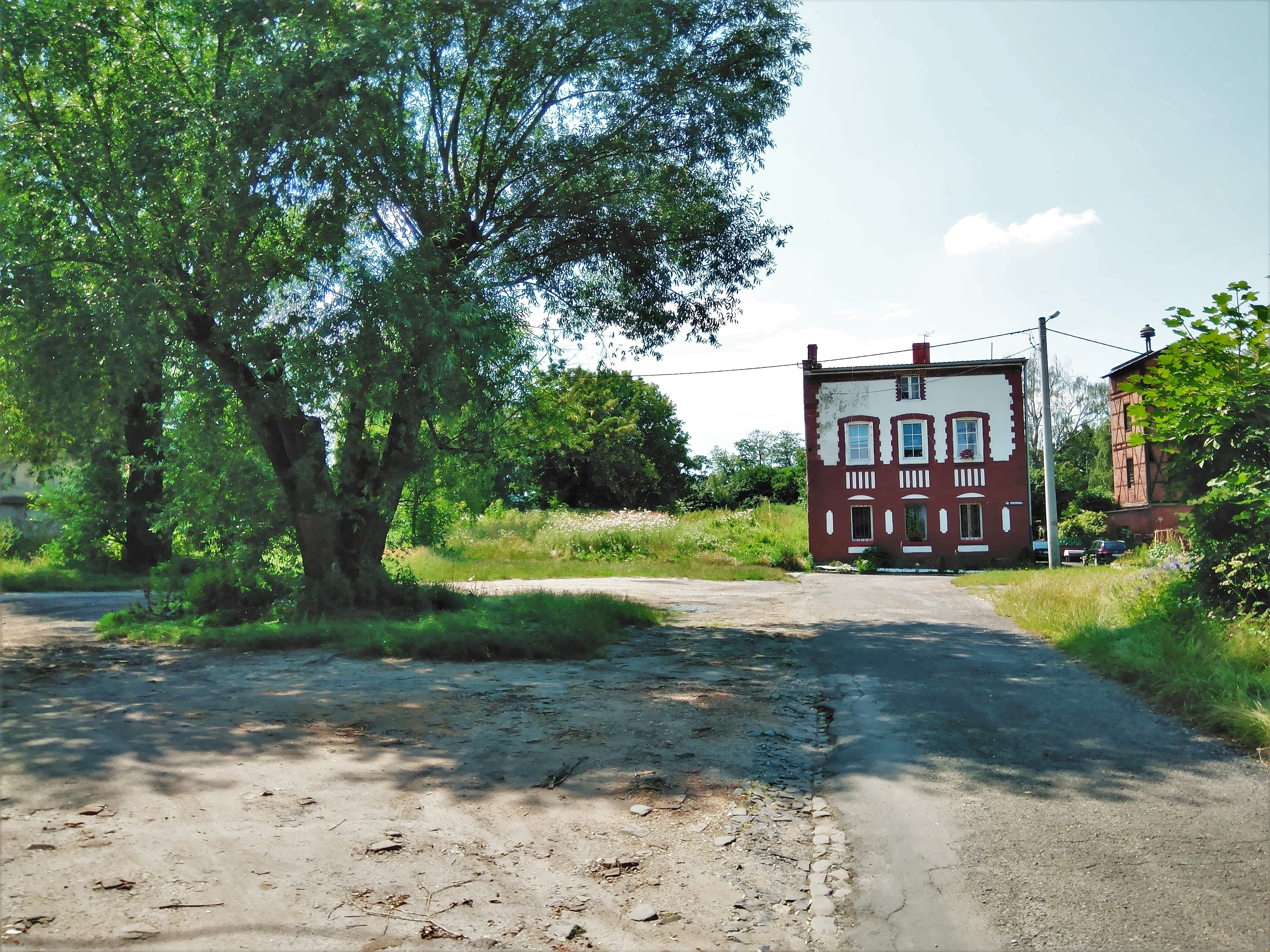
Pozostałości dawnej zabudowy staromiejskiej

Obecnie w centrum dominuje zabudowa współczesna. Zachowało się też kilka kamienic i barokowe figury na rynku. 
Do wojewódzkiego rejestru zabytków wpisane są:
- Stare Miasto (wypisane z księgi rejestru)
- kościół par. pw. św. Tomasza, barokowy z XVI-XVIII w. (wypisany z księgi rejestru)
- kościół klasztorny franciszkanek pw. Trzech Króli, ul. Raciborska 81, wybudowany w latach 1928–29
- kaplica cmentarna pw. Świętego Krzyża, wybudowana w 1783 r., połowie XIX w.
- plebania, obecnie dom mieszkalny, ul. Kościelna 6, wybudowany w XVIII wieku
- ruiny zamku-pałacu, z XVI w.-XIX wieku
- zagroda, ul. Górska 2, wybudowany ok. 1800 r.
  - dom
  - ogrodzenie z bramą i furtą (nie istnieje)
- dom, ul. Górska 6, wybudowany w 1728 r.
- dom, ul. Górska 16, z pocz. XIX w. (nie istnieje)
- dom zagroda, ul. Górska 32, wybudowany na początku XIX w.
- dom zagroda, ul. Górska 40, wybudowany na początku XIX w.
  - dom
  - spichrz (nie istnieje)
  - ogrodzenie z bramą i dwie furty (nie istnieje)

inne zabytki:
- stacja towarowa
- cmentarz żydowski.

## Gospodarka

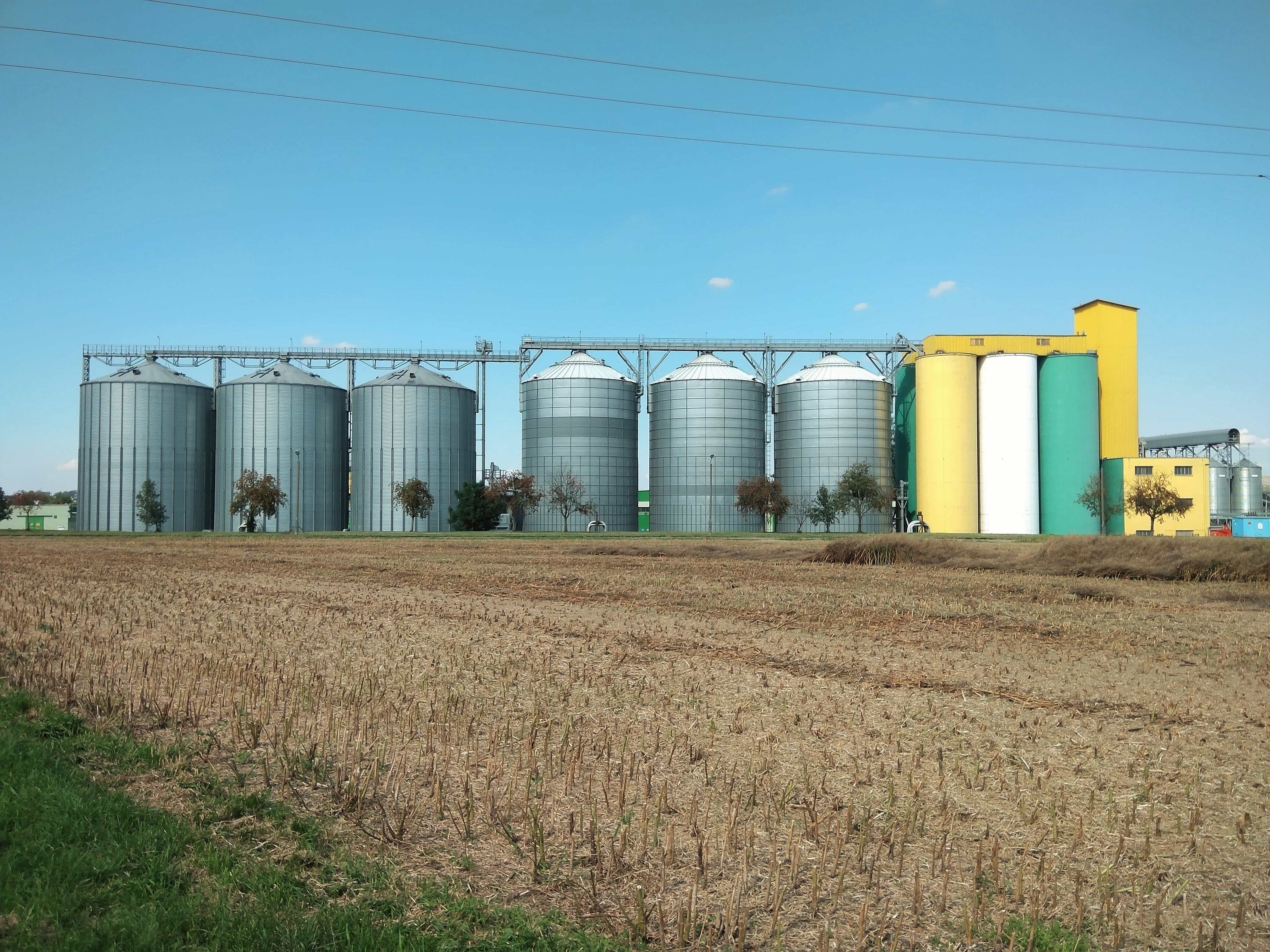
Kombinat Rolny Kietrz

W Kietrzu działa Kombinat Rolny „Kietrz” Sp. z o.o, jednoosobowa spółka Skarbu Państwa, będąca następcą Kombinatu Państwowych Gospodarstw Rolnych „Kietrz”. Kombinat o powierzchni 9002 ha, zatrudniający ponad 300 osób jest często potocznie określany mianem ostatniego polskiego PGR-u – jedynego, który działa mimo przejścia przez nakazaną ustawowo likwidację. 
W Kietrzu planowana była w latach 2009-2011 budowa biogazowni o mocy 2 MW kosztem 40 mln zł, jednak w 2012 odstąpiono od tych planów wskutek sprzeciwu mieszkańców.

## Wspólnoty wyznaniowe
- Kościół rzymskokatolicki:

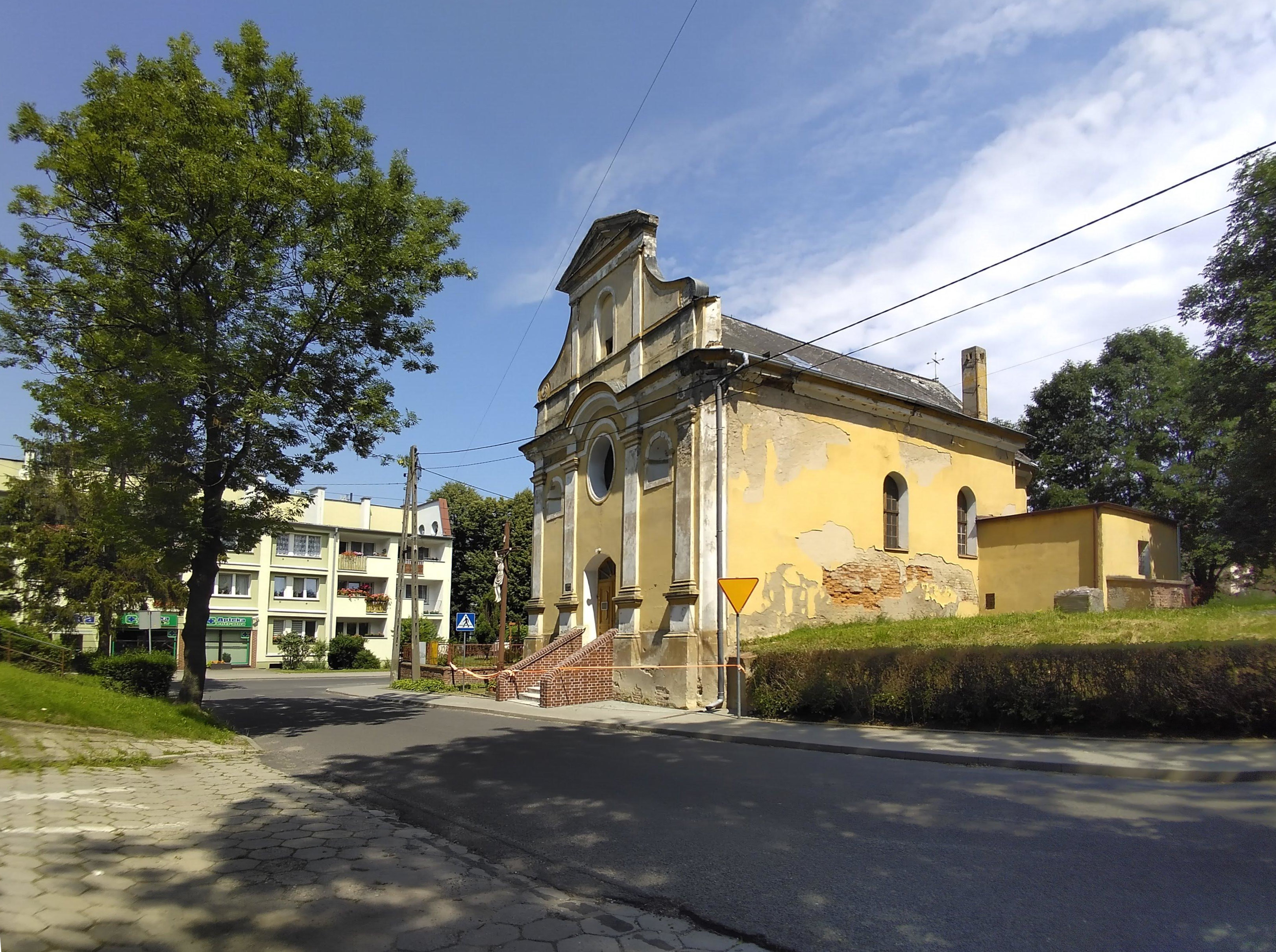
Kaplica św. Krzyża

  - parafia pw. świętego Tomasza Apostoła
  - Dom Zakonny franciszkanek misjonarek Maryi.
- Kościół Zielonoświątkowy:
  - Zbór „Betlejem”[17]
- Świadkowie Jehowy:
  - zbór, Sala Królestwa[18].

## Sport
W Kietrzu istnieje drużyna piłkarska Włókniarz Kietrz, która grała w sezonach 1999/2000, 2000/2001 oraz 2001/2002 w 2. (obecnie 1.) lidze polskiej.

## Transport

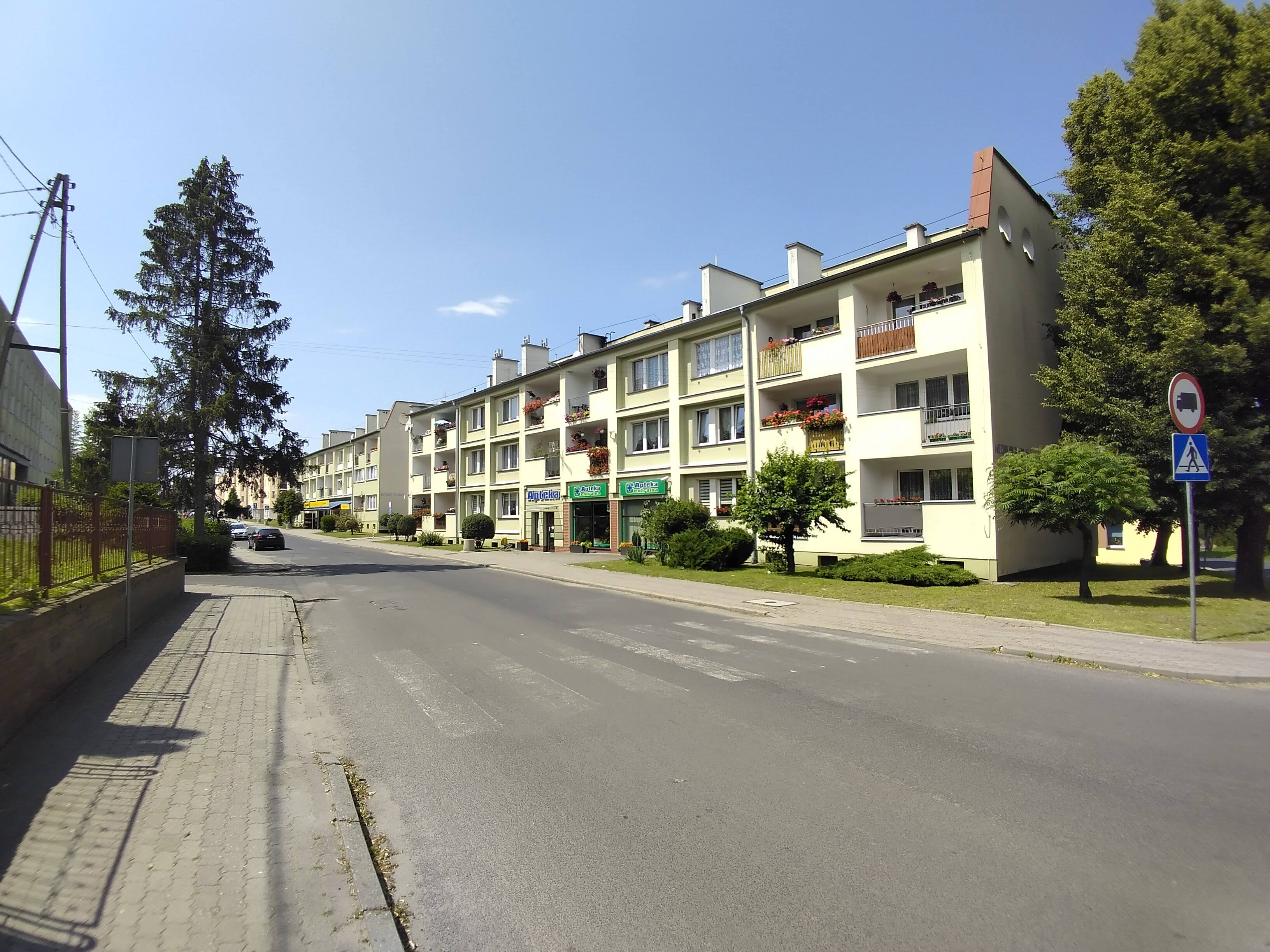
Ulica Wojska Polskiego

Przez miasto przebiegają dwie drogi wojewódzkie:
- Droga wojewódzka nr 416
- Droga wojewódzka nr 420

Do 21 grudnia 2007 roku w miejscowości funkcjonowało Przejście graniczne Kietrz - Třebom.
Miasto Kietrz jest udziałowcem Powiatowo-Gminnego Związku Transportu „Pogranicze”, który organizuje publiczne przewozy pasażerskie w powiatach prudnickim i głubczyckim.

## Współpraca partnerska
Miastami partnerskimi są:

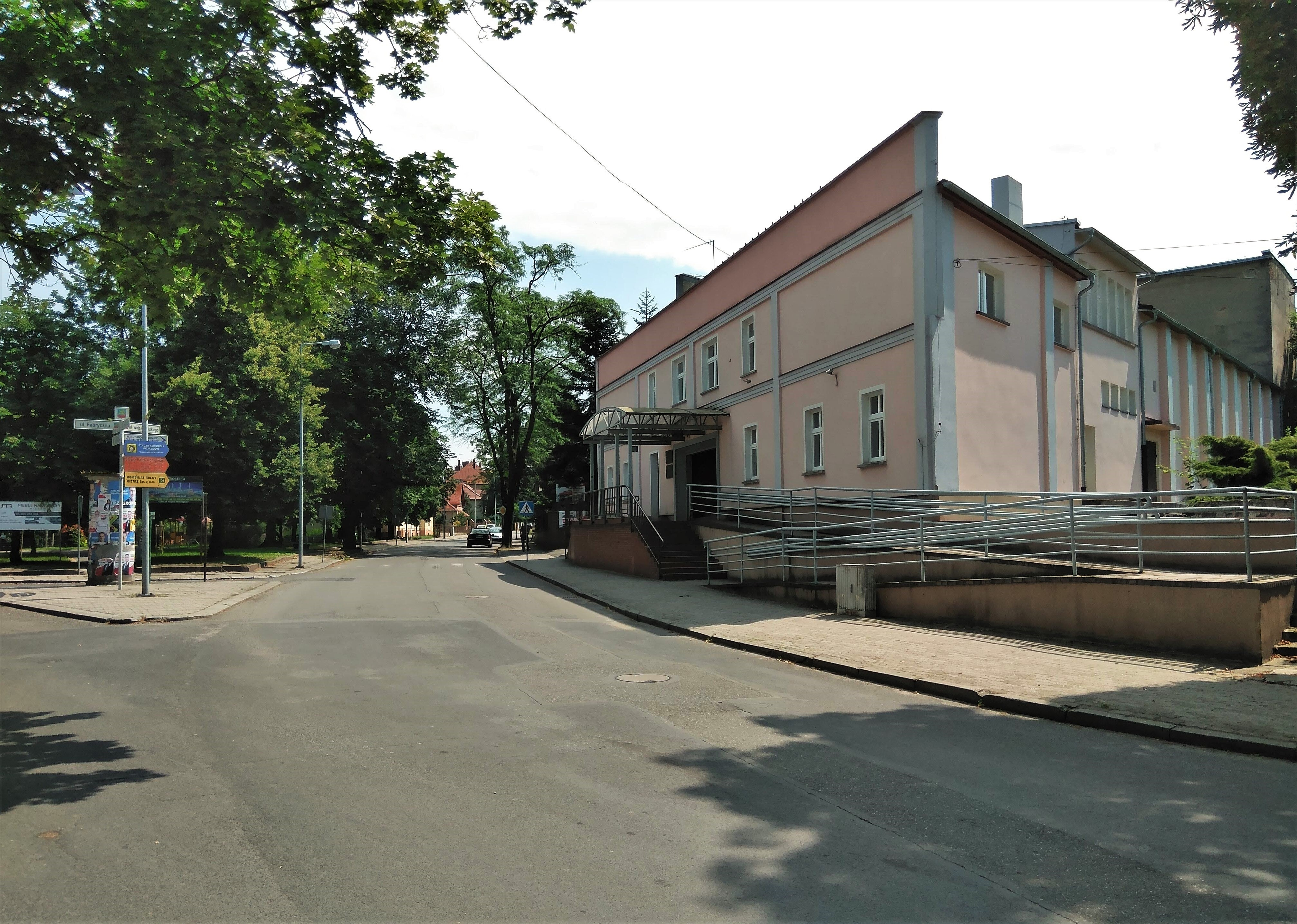
Dom kultury

- Bílovec, Czechy – od 8 czerwca 2001 r.[20]
- Tyśmienica, Ukraina

## Bezpieczeństwo
W mieście znajduje się jednostka ochotniczej straży pożarnej. OSP Kietrz wchodzi w skład Kompanii Gaśniczej „Prudnik”.

## Osoby związane z Kietrzem
- W Kietrzu wychowywała się Olga Tokarczuk, laureatka Nagrody Nobla w dziedzinie literatury za rok 2018.